# Jerzy Woźniak (ksiądz)
Jerzy Woźniak (ur. 24 października 1949 w Krasnem, zm. 19 czerwca 2013 w Bysławku) – polski prezbiter katolicki ze Zgromadzenia Księży Misjonarzy św. Wincentego a Paulo, patrolog, syriolog.

## Życiorys
Urodził się w miejscowości Krasne, położonej na terenie archidiecezji przemyskiej. W 1967 wstąpił do Zgromadzenia Księży Misjonarzy. Absolwent studiów filozoficzno-teologicznych w Papieskiej Akademii Teologicznej w Krakowie (1975). Święcenia kapłańskie otrzymał 21 czerwca 1975 z rąk bp. Albina Małysiaka. W 1981 uzyskał stopień doktora na podstawie rozprawy Znaczenie teologiczne przysięgi haj Jahwe (promotor Stanisław Grzybek).
W latach 1982–1990 był wykładowcą w Instytucie Teologicznym Księży Misjonarzy w Krakowie, do 1988 w Papieskiej Akademii Teologicznej, do 1989 w Wyższym Seminarium Duchownym Ojców Paulinów. W latach 1996–2003 pracownik Instytutu Religioznawstwa Uniwersytetu Jagiellońskiego. Zmarł tragicznie 19 czerwca 2013 kąpiąc się w jeziorze w Bysławku. Pogrzeb odbył się 25 czerwca 2013 w kościele Zmartwychwstania Pańskiego w Bydgoszczy.

## Wybrane publikacje i profil badań
Publikował rozprawy naukowe z zakresu biblistyki oraz filologii Kościołów orientalnych (aramejski, etiopski, gruziński, syryjski, ugarycki) m.in. w „Biblische Zeitschrift”, „Collectanea Theologica”, „Ruch Biblijny i Liturgiczny”, „Salvatoris Mater”, „Vox Patrum”. Był jednym z nielicznych polskich syriologów.
- (przekład) Apokalipsę Barucha syryjska [w:] Apokryfy Starego Testamentu, oprac. i wstępy Ryszard Rubinkiewicz, Warszawa: „Vocatio” 1999.
- Polska syrologia w zarysie, pod red. Jerzego Woźniaka, Warszawa: Wydawnictwo Uniwersytetu Kardynała Stefana Wyszyńskiego 2010.

Według Waldemara Chrostowskiego Woźniak miał „ogromne zasługi w dokumentowaniu i upowszechnianiu wiedzy na temat kultur Lewantu i Orientu”.